# Amore che redime
Amore che redime (Mauvaise Graine) è un film del 1934 diretto da Billy Wilder e Alexander Esway.
È il primo film diretto da Billy Wilder nella sua lunga carriera di regista cinematografico.

## Trama
"Storia su una banda di ladri di automobili e la loro Mata Hari, una giovane parigina di nome Jeannette. Jeannette, interpretata da una diciassettenne Danielle Darrieux, è il prototipo di molte successive eroine di Wilder."

## Produzione

### Riprese
Le scene dello stabilimento balneare sono state girate a l'Isle-Adam.